# Julio César Pinheiro
Julio César Pinheiro García (Itapeva, 22 de agosto de 1976), conocido deportivamente como Pinheiro, es un exfutbolista brasileño que se desempeñó en la posición de mediocampista.

## Trayectoria
Se formó en las inferiores de Guarani, con el que debutó como profesional en 1995. En 1996 firma con el Celaya de México, donde permanecería 3 años, siendo cedido en 1998 con el Logroñés de España. 
Llegó a Cruz Azul para el Invierno 1999, ganándose enseguida la titularidad. Con los 'Cementeros' jugó durante 4 años, en los cuales disputó la final de la Copa Libertadores 2001 ante Boca Juniors. Alineó en 154 partidos y marcó 29 goles.
Al terminar su contrato con Cruz Azul, viajó de vuelta España para adherirse a Osasuna, pero solo permaneció allí un año.  
En 2004 el Atlas lo trajo de nueva cuenta a México. Sin embargo, en 2005 regresó a su país de origen para jugar con el Ponte Preta. Ese mismo año retornó a México, pero esta vez para jugar con el Monterrey. 
Durante los últimos años de su carrera tuvo un breve paso por los Pumas de la UNAM, para después jugar con Kyoto Sanga del fútbol japonés y se retiró con Sertãozinho en 2008.

## Clubes
| Club                 | País   | Año         |
| -------------------- | ------ | ----------- |
| Guarani F. C.        | Brasil | 1995 - 1996 |
| Celaya F. C.         | México | 1996 - 1999 |
| Logroñés             | España | 1998        |
| Cruz Azul            | México | 1999 - 2003 |
| C. A. Osasuna        | España | 2003        |
| Atlas F. C.          | México | 2004        |
| Ponte Preta          | Brasil | 2005        |
| Monterrey            | México | 2005        |
| Universidad Nacional | México | 2006        |
| Kyoto Sanga          | Japón  | 2006 - 2008 |
| Sertãozinho          | Brasil | 2008        |

## Palmarés

### Campeonatos nacionales
| Título                    | Equipo    | País   | Año  |
| ------------------------- | --------- | ------ | ---- |
| Liguilla Pre-Libertadores | Cruz Azul | México | 2000 |